# 谷塚上町
谷塚上町（やつかかみちょう）は、埼玉県草加市の町名。郵便番号は340-0024。

## 地理
草加市の南西部に位置し、東京都足立区と接する。南北に細長い地域で主に住宅地となっている。北部や南部の境界線はやや錯綜し、飛地も見られる。東部を辰井川、南部を毛長川が流れる。

## 沿革
もとは江戸期より存在した武蔵国足立郡谷古田領に属する上谷塚村であった。
- はじめは幕府領。以降変遷なし[4]。なお、検地は1668年（寛文8年）に実施。
- 幕末の時点では足立郡に属し、明治初年の『旧高旧領取調帳』の記載によると、幕府領（代官・佐々井半十郎支配所）[5]。
- 1868年（慶応4年）6月19日 - 幕府領が武蔵知県事・山田政則（忍藩士）の管轄となる。
- 1869年（明治2年） 
  - 1月13日 - 武蔵知県事・宮原忠英の管轄区域に大宮県を設置。県庁は東京府馬喰町に置かれる。
  - 9月29日 - 県庁が浦和に置かれ浦和県に改称。
- 1871年（明治4年）11月13日 - 第1次府県統合により埼玉県の管轄となる。
- 1879年（明治12年）3月17日 - 郡区町村編制法により成立した北足立郡に属す。郡役所は浦和宿に設置。
- 1889年（明治22年）4月1日 - 町村制施行に伴ない、下谷塚村、中谷塚村、上谷塚村、東遊馬村、瀬崎村、柳島村、新里村、市右衛門新田、彦右衛門新田が合併して谷塚村が成立。上谷塚村は谷塚村の大字上谷塚となる。
- 1940年（昭和15年）11月23日 - 谷塚村が町制施行され、谷塚町の大字となる
- 1955年（昭和30年）1月1日 - 谷塚町が草加町、新田村と合併して新たな草加町となり、草加町の大字となる。
- 1958年（昭和33年）11月1日 - 市制が施行され、同時に草加町大字上谷塚から谷塚上町に地名変更[4]。
- 2011年 （平成23年）7月18日 - 谷塚上町の地区の一部（東京都 足立区 西保木間4丁目14番地内にある飛び地）が谷塚2丁目に編入[6]。

## 世帯数と人口
2017年（平成29年）10月1日現在の世帯数と人口は以下の通りである。
| 町丁     | 世帯数    | 人口    |
| -------- | --------- | ------- |
| 谷塚上町 | 1,616世帯 | 3,619人 |

## 小・中学校の学区
市立小・中学校に通う場合、学区は以下の通りとなる。
| 番地 | 小学校               | 中学校               |
| --- | -------------------- | -------------------- |
| 586番地 | 草加市立新里小学校   | 草加市立両新田中学校 |
| 775〜776番地 | 草加市立氷川小学校   | 草加市立両新田中学校 |
| 21〜43番地、47〜448番地、449番地、450〜457番地 470番地3・6・8・11・13、472番地2〜5・9・11・13 473番地2〜5・8・9              | 草加市立両新田小学校 | 草加市立両新田中学校 |
| 2〜19番地、449番地4・8、458〜469番地 470番地1・9・14〜28、471番地、472番地1・14 473番地1・10、474〜584番地、587番地〜776番地 | 草加市立谷塚小学校   | 草加市立谷塚中学校   |

## 交通

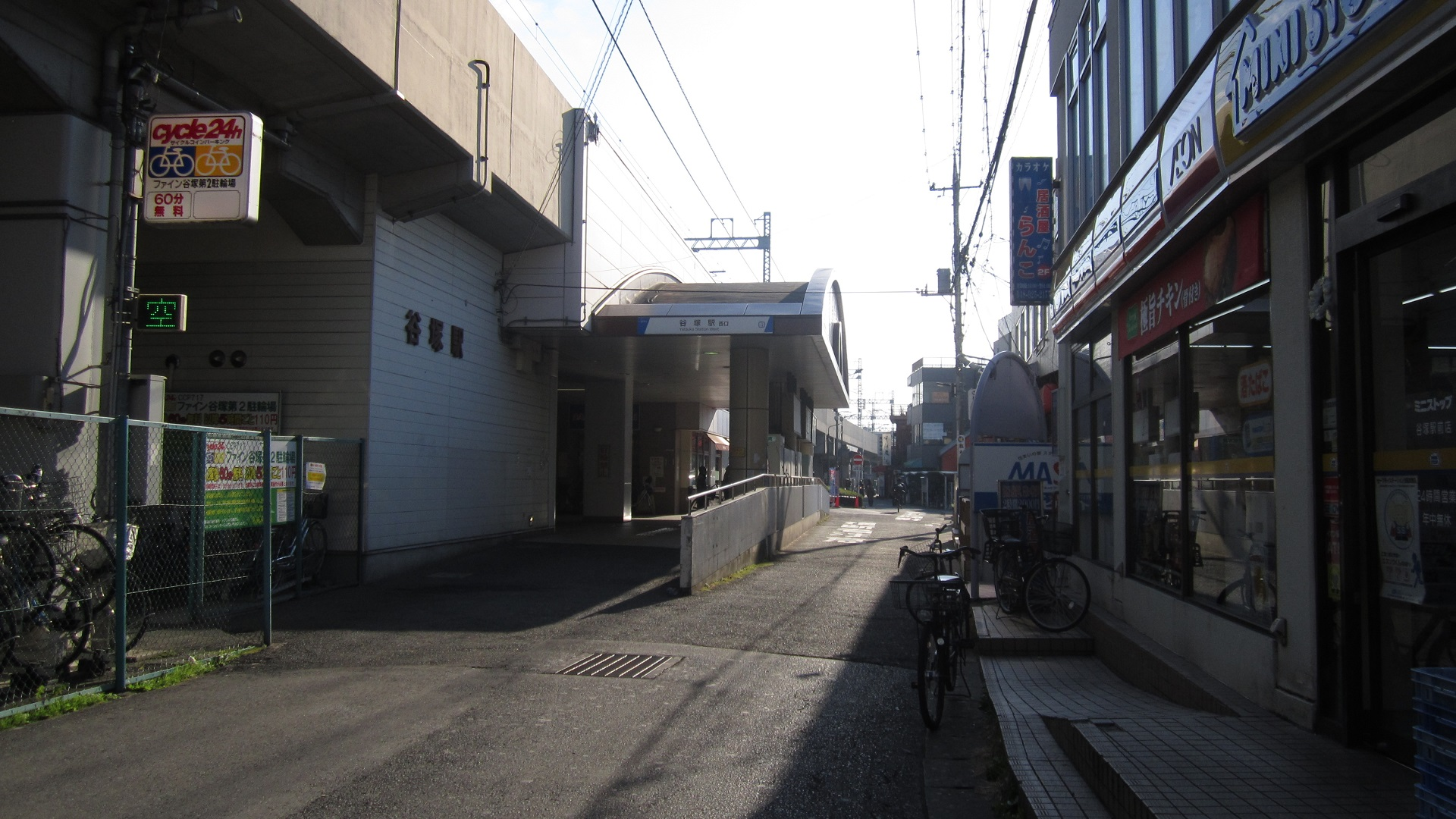
谷塚駅西口

### 鉄道
鉄道駅は地区内に無いが、東武伊勢崎線（東武スカイツリーライン）谷塚駅からほど近い。

### 道路
- 国道4号草加バイパス
- 埼玉県道・東京都道103号吉場安行東京線
- 埼玉県道・東京都道104号川口草加線

## 施設など
- 草加市立谷塚中学校
- 草加市立やつかかみ保育園
- 優優保育園やつか
- 谷塚上町会館
- 草加市谷塚浄水場
- 辰井川排水機場
- 谷塚治水緑地
- 谷塚上町児童遊園
- 谷塚上町みなみ公園
- 神明神社